# NGC 1977
NGC 1977 je odrazna maglica u zviježđu Orionu. 

## Vanjske poveznice
- SEDS: NGC 1977